# بالمديل
بالمدالي (بالإنجليزية: Palmdale)‏ هي إحدى مدن مقاطعة لوس أنجليس، كاليفورنيا. تم إعطاءها لقب مدينة في 24 أغسطس، 1962.

## التركيبة السكانية
حدّد مكتب تعداد الولايات المتحدة بيانات التركيبة السكانية لبالمديل في تعداد الولايات المتحدة. في ما يلي، التركيبة السكانية حسب تعدادي 2000 و2010.

### تعداد عام 2000
بلغ عدد سكان بالمديل 116,670 نسمة بحسب تعداد عام 2000، وبلغ عدد الأسر 34,285 أسرة وعدد العائلات 28,105 عائلة مقيمة في المدينة. في حين سجلت الكثافة السكانية 423.7 نسمة لكل كيلومتر مربع (1,097.4/ميل2). وبلغ عدد الوحدات السكنية 37,096 وحدة بمتوسط كثافة قدره 134.7 لكل كيلومتر مربع (348.9/ميل2).
وتوزع التركيب العرقي للمدينة بنسبة 54.77% من البيض و14.50% من الأمريكيين الأفارقة و1.03% من الأمريكيين الأصليين و3.83% من الأمريكيين ذوي الأصول الآسيوية و0.19% من سكان جزر المحيط الهادئ و20.45% من الأعراق الأخرى و5.23% من عرقين مختلطين أو أكثر و37.71% من الهسبانيون أو اللاتينيون من أي عرق.
بلغ عدد الأسر 34,285 أسرة كانت نسبة 59.2% منها لديها أطفال تحت سن الثامنة عشر تعيش معهم، وبلغت نسبة الأزواج القاطنين مع بعضهم البعض 59.8% من أصل المجموع الكلي للأسر، ونسبة 16.2% من الأسر كان لديها معيلات من الإناث دون وجود شريك، بينما كانت نسبة 6% من الأسر لديها معيلون من الذكور دون وجود شريكة وكانت نسبة 18% من غير العائلات. تألفت نسبة 13.9% من أصل جميع الأسر من عدة أفراد يعيشون في نفس المنزل ونسبة 3.8% كانت تتألف من شخص يعيش بمفرده يبلغ من العمر 65 عاماً أو أكثر. وبلغ متوسط حجم الأسرة المعيشية 3.40، أما متوسط حجم العائلات فبلغ 3.72.
بلغ العمر الوسطي للسكان 28.2 عاماً. وكانت نسبة 38% من القاطنين تحت سن الثامنة عشر، وكانت نسبة 8.5% بين الثامنة عشر والرابعة والعشرين عاماً، ونسبة 31.1% كانت واقعةً في الفئة العمرية ما بين الخامسة والعشرين والرابعة والأربعين عاماً، ونسبة 16.7% كانت ما بين الخامسة والأربعين والرابعة والستين، ونسبة 5.6% كانت ضمن فئة الخامسة والستين عاماً فما فوق. يوجد لكل 100 أنثى 96.6 ذكر، ويوجد لكل 100 أنثى في الثامنة عشر من عمرها فما فوق 92.4 ذكر.
بلغ متوسط دخل الأسرة في المدينة 46,941 دولارًا، أما متوسط دخل العائلة فبلغ 49,293 دولارًا. وكان متوسط دخل الذكور 42,190 دولارًا مقابل 29,401 دولارًا للإناث. وسجل دخل الفرد الخاص بالمدينة 16,384 دولارًا. وكانت نسبة 12.9% من العائلات ونسبة 15.8% من السكان تحت خط الفقر، وكان من هؤلاء نسبة 20.4% تحت سن الثامنة عشر ونسبة 8.7% في الخامسة والستين من العمر وما فوق.

### تعداد عام 2010
بلغ عدد سكان بالمديل 152,750 نسمة بحسب تعداد عام 2010، وبلغ عدد الأسر 42,952 أسرة وعدد العائلات 35,338 عائلة مقيمة في المدينة. في حين سجلت الكثافة السكانية 554.7 نسمة لكل كيلومتر مربع (1,436.7/ميل2). وبلغ عدد الوحدات السكنية 46,544 وحدة بمتوسط كثافة قدره 169 لكل كيلومتر مربع (437.7/ميل2).
وتوزع التركيب العرقي للمدينة بنسبة 49.04% من البيض و14.85% من الأمريكيين الأفارقة و0.86% من الأمريكيين الأصليين و4.29% من الأمريكيين ذوي الأصول الآسيوية و0.22% من سكان جزر المحيط الهادئ و25.38% من الأعراق الأخرى و5.37% من عرقين مختلطين أو أكثر و54.40% من الهسبانيون أو اللاتينيون من أي عرق.
بلغ عدد الأسر 42,952 أسرة كانت نسبة 54.4% منها لديها أطفال تحت سن الثامنة عشر تعيش معهم، وبلغت نسبة الأزواج القاطنين مع بعضهم البعض 56.3% من أصل المجموع الكلي للأسر، ونسبة 18.2% من الأسر كان لديها معيلات من الإناث دون وجود شريك، بينما كانت نسبة 7.7% من الأسر لديها معيلون من الذكور دون وجود شريكة وكانت نسبة 17.7% من غير العائلات. تألفت نسبة 13.6% من أصل جميع الأسر من عدة أفراد يعيشون في نفس المنزل ونسبة 4.4% كانت تتألف من شخص يعيش بمفرده يبلغ من العمر 65 عاماً أو أكثر. وبلغ متوسط حجم الأسرة المعيشية 3.55، أما متوسط حجم العائلات فبلغ 3.87.
بلغ العمر الوسطي للسكان 29.7 عاماً. وكانت نسبة 33.1% من القاطنين تحت سن الثامنة عشر، وكانت نسبة 11.2% بين الثامنة عشر والرابعة والعشرين عاماً، ونسبة 26.2% كانت واقعةً في الفئة العمرية ما بين الخامسة والعشرين والرابعة والأربعين عاماً، ونسبة 22.9% كانت ما بين الخامسة والأربعين والرابعة والستين، ونسبة 6.6% كانت ضمن فئة الخامسة والستين عاماً فما فوق. وتوزع التركيب الجنسي للسكان بنسبة 48.8% ذكور و51.2% إناث.

## المناخ
يظهر الجدول التالي التغييرات المناخية على مدار السنة لبالمديل:
| البيانات المناخية لـبالمديل              | البيانات المناخية لـبالمديل | البيانات المناخية لـبالمديل | البيانات المناخية لـبالمديل | البيانات المناخية لـبالمديل | البيانات المناخية لـبالمديل | البيانات المناخية لـبالمديل | البيانات المناخية لـبالمديل | البيانات المناخية لـبالمديل | البيانات المناخية لـبالمديل | البيانات المناخية لـبالمديل | البيانات المناخية لـبالمديل | البيانات المناخية لـبالمديل | البيانات المناخية لـبالمديل |
| الشهر                                    | يناير                       | فبراير                      | مارس                        | أبريل                       | مايو                        | يونيو                       | يوليو                       | أغسطس                       | سبتمبر                      | أكتوبر                      | نوفمبر                      | ديسمبر                      | المعدل السنوي               |
| ---------------------------------------- | --------------------------- | --------------------------- | --------------------------- | --------------------------- | --------------------------- | --------------------------- | --------------------------- | --------------------------- | --------------------------- | --------------------------- | --------------------------- | --------------------------- | --------------------------- |
| الدرجة القصوى °ف (°م)                    | 81 (27)                     | 84 (29)                     | 91 (33)                     | 98 (37)                     | 107 (42)                    | 112 (44)                    | 113 (45)                    | 112 (44)                    | 111 (44)                    | 105 (41)                    | 93 (34)                     | 84 (29)                     | 113 (45)                    |
| متوسط درجة الحرارة الكبرى °ف (°م)        | 59 (15)                     | 63 (17)                     | 68 (20)                     | 75 (24)                     | 83 (28)                     | 91 (33)                     | 97 (36)                     | 97 (36)                     | 91 (33)                     | 80 (27)                     | 67 (19)                     | 59 (15)                     | 81 (26)                     |
| متوسط درجة الحرارة الصغرى °ف (°م)        | 34 (1)                      | 37 (3)                      | 40 (4)                      | 45 (7)                      | 53 (12)                     | 60 (16)                     | 66 (19)                     | 65 (18)                     | 59 (15)                     | 50 (10)                     | 39 (4)                      | 33 (1)                      | 48 (9)                      |
| أدنى درجة حرارة °ف (°م)                  | 4 (−14)                     | 15 (−9)                     | 14 (−10)                    | 20 (−7)                     | 28 (−2)                     | 35 (2)                      | 43 (6)                      | 38 (3)                      | 34 (1)                      | 23 (−5)                     | 14 (−10)                    | 9 (−13)                     | 4 (−14)                     |
| الهطول إنش (سم)                          | 1.6 (4.0)                   | 1.7 (4.3)                   | 1.4 (3.5)                   | 0.3 (0.8)                   | 0.2 (0.4)                   | 0.1 (0.2)                   | 0.1 (0.2)                   | 0.1 (0.3)                   | 0.2 (0.6)                   | 0.2 (0.6)                   | 0.4 (1.1)                   | 1.1 (2.8)                   | 7.4 (18.8)                  |
| متوسط الأيام الممطرة                     | 7.4                         | 7.9                         | 6.7                         | 4.2                         | 2.2                         | 0.5                         | 1.3                         | 1.2                         | 1.9                         | 2.7                         | 3.8                         | 6.1                         | 45.9                        |
| متوسط الأيام المثلجة                     | 0.6                         | 0.4                         | 0.3                         | 0.0                         | 0.0                         | 0.0                         | 0.0                         | 0.0                         | 0.0                         | 0.0                         | 0.1                         | 0.3                         | 1.7                         |
| المصدر: weather.com and pogodaiklimat.ru |                             |                             |                             |                             |                             |                             |                             |                             |                             |                             |                             |                             |                             |

## أعلام
- غيل هنري
- جيمس إم. تايلور
- أفرومان
- إيريك كالفيلو
- جون كيث
- جورج ويلش
- باول بيسرني
- بوبا هاريس
- لانس هووبر
- ميكى لان